# 1942年全米選手権 (テニス)
1942年 全米選手権（1942ねんぜんべいせんしゅけん）に関する記事。

## 大会の流れ
- 1881年から1967年まで、全米選手権は各部門が個別の名称を持ち、大会会場も別々のテニスクラブで開かれた。これが他の3つのテニス4大大会と大きく異なる点である。
  - 男子シングルス　名称：全米シングルス選手権（U.S. National Singles Championship）／会場：ニューヨーク市クイーンズ区フォレストヒルズ、ウエストサイド・テニスクラブ　（1924年-1977年）
  - 女子シングルス　名称：全米女子シングルス選手権（U.S. Women's National Singles Championship）／会場：フォレストヒルズ、ウエストサイド・テニスクラブ　（1921年-1977年）
  - 男子ダブルス　名称：全米ダブルス選手権（U.S. National Doubles Championship）／会場：フォレストヒルズ、ウエストサイド・テニスクラブ　（会場移転、1942年-1945年まで）
  - 女子ダブルス　名称：全米女子ダブルス選手権（U.S. Women's National Doubles Championship）／会場：フォレストヒルズ、ウエストサイド・テニスクラブ　（会場移転、1942年-1945年まで）
  - 混合ダブルス　名称：全米混合ダブルス選手権（U.S. Mixed Doubles Championship）／会場：フォレストヒルズ、ウエストサイド・テニスクラブ　（会場移転、1942年-1977年）
- 1939年9月に勃発した第2次世界大戦の影響で、他のテニス競技大会は開催中止となったが、全米選手権だけは戦時中も途切れることなく続行された。ただし、戦時中は多くの選手たちが軍務に就いたことから、通常の年に比べて出場者が少ない。
- 戦時中の全米選手権では、1941年までマサチューセッツ州ボストン市内の「ロングウッド・クリケット・クラブ」で行われてきたダブルス競技（男子ダブルス・女子ダブルス・混合ダブルス）も、シングルスと同じフォレストヒルズの試合会場で行われた。

## シード選手

### 男子シングルス
（アメリカ人シード選手：8名）
1. テッド・シュローダー　（初優勝）
2. フランク・パーカー　（準優勝）
3. ガードナー・ムロイ　（ベスト4）
4. ビル・タルバート　（ベスト8）
5. シドニー・ウッド　（3回戦）
6. シーモア・グリーンバーグ　（ベスト8）
7. ハリス・エベレット　（3回戦）
8. ジョージ・リチャーズ　（ベスト8）

（外国人シード選手：3名）
1. パンチョ・セグラ　（ベスト4）
2. ラディスラフ・ヘクト　（3回戦）
3. アレホ・ラッセル　（ベスト8）

### 女子シングルス
1. ルイーズ・ブラフ　（準優勝）
2. ポーリーン・ベッツ　（初優勝）

## 大会経過

### 男子シングルス
準々決勝
- フランク・パーカー vs.  シーモア・グリーンバーグ　6-0, 6-0, 6-4
- パンチョ・セグラ vs.  ビル・タルバート　6-4, 3-6, 6-2, 6-4
- テッド・シュローダー vs.  アレホ・ラッセル　6-3, 6-8, 6-3, 7-5
- ガードナー・ムロイ vs.  ジョージ・リチャーズ　6-2, 8-6, 7-5

準決勝
- フランク・パーカー vs.  パンチョ・セグラ　6-1, 6-1, 2-6, 6-2
- テッド・シュローダー vs.  ガードナー・ムロイ　9-7, 6-3, 6-4

### 女子シングルス
準々決勝
- ポーリーン・ベッツ vs.  シャーリー・フライ　6-2, 6-0
- マーガレット・オズボーン vs.  ドリス・ハート　7-5, 6-0
- ルイーズ・ブラフ vs.  メアリー・アーノルド　3-6, 6-4, 6-3
- ヘレン・バーンハード vs.  ヘレン・ペダーセン　6-0, 6-4

準決勝
- ポーリーン・ベッツ vs.  マーガレット・オズボーン　6-4, 4-6, 7-5
- ルイーズ・ブラフ vs.  ヘレン・バーンハード　5-7, 6-4, 6-2

## 決勝戦の結果
- 男子シングルス： テッド・シュローダー vs.  フランク・パーカー　8-6, 7-5, 3-6, 4-6, 6-2
- 女子シングルス： ポーリーン・ベッツ vs.  ルイーズ・ブラフ　4-6, 6-1, 6-4
- 男子ダブルス： ガードナー・ムロイ＆ ビル・タルバート vs.  シドニー・ウッド＆ テッド・シュローダー　9-7, 7-5, 6-1
- 女子ダブルス： ルイーズ・ブラフ＆ マーガレット・オズボーン vs.  ドリス・ハート＆ ポーリーン・ベッツ　2-6, 7-5, 6-0
- 混合ダブルス： テッド・シュローダー＆ ルイーズ・ブラフ vs.  アレホ・ラッセル＆ パトリシア・カニング・トッド　3-6, 6-1, 6-4